# Stadionul Măgura
Stadionul Măgura este un stadion din Șimleu Silvaniei care este folosit de echipa Silvania Șimleul Silvaniei.